# Лепик, Олег Геннадьевич
Олег Геннадьевич Лепик (род. 1 августа 1973, Печоры, Псковская область) — российский футболист, полузащитник.

## Карьера
Воспитанник калининградского футбола, начинал свою карьеру в местных командах. Затем выступал за псковский «Машиностроитель». С 1997 по 1999 года играл в высшей лиге России за новороссийский «Черноморец», всего полузащитник провел за «моряков» 28 матчей.
В 2001 и 2006—2010 годах играл в высшем дивизионе Эстонии, где и закончил профессиональную карьеру. В 2019 году вернулся на поле, сыграв 2 матча в третьем дивизионе Эстонии за «Гелиос» Выру, а также играл за дубль команды.
В 2019—2020 годах играл за «Автофаворит» Печоры и «Фаворит» Псковский район в чемпионате Псковской области.

## Достижения
- Серебряный призёр Чемпионата Эстонии (1): 2006
- Бронзовый призёр Чемпионата Эстонии (3): 2008, 2009, 2010